# Col·legi d'Aparelladors, Arquitectes Tècnics i Enginyers d'Edificació de Tarragona

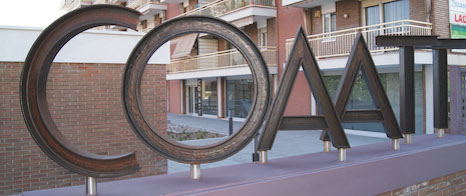
COAATT

El Col·legi de l'Arquitectura Tècnica de Tarragona (abreujat COATT), és un col·legi professional fundat el 1940.
Abasta les comarques del Tarragonès, Baix Camp, Alt Camp, Baix Penedès, Conca de Barberà, Priorat i Ribera d'Ebre i té la seu social al número 6 de la Rambla del President Francesc Macià de Tarragona. El Col·legi està integrat pels aparelladors, arquitectes tècnics, enginyers d'edificació i així com altres persones que disposin d'un títol universitari oficial que els habiliti per a l'exercici de la professió regulada d'arquitecte tècnic i complint els requisits que estableixen les lleis, aquelles que derivin de les funcions d'arquitectura tècnica, els Estatuts col·legials, i que s'hi incorporen com a col·legiats, exercents o no exercents, amb la plenitud de drets i deures, en les condicions que s'assenyalen en els articles dels Estatuts col·legials.
El 1929 es va fundar l'Associació d'Aparelladors d'Obres de Catalunya. El 1941 s'aprova mantenir converses amb els companys de Barcelona. El 1969 es va fer efectiva la segregació. El Col·legi forma part de la guia d'entitats inscrites al Departament de Justícia de la Generalitat de Catalunya des de 1986.